# 灭格滩根郭勒
灭格滩根郭勒也称加尕日曲、扎加曲，是位于中华人民共和国青海省玉树藏族自治州曲麻莱县东北部的一条河流，格尔木河右岸支流。发源于曲麻莱县麻多乡东北的扎日加山
北麓，河道迂回曲折，向东北绕一个大弯后在流程16千米以下变成季节性河段。该河段长约12.5千米，一般5～9月有水。自流程28.5千米开始，先后接纳左岸几条较大支流，水量随之增大，向西南流约10千米，折转西北流，最后汇入格尔木河。在河口以上约46千米的河道两侧，有4快总长18.5千米、总面积约20平方千米的沼泽，它们是左右岸近10条不直接汇入干流的支流河水潜流出露而形成的。河长95千米，流域面积2100平方千米，河道平均比降6.8‰，年均径流量1.05亿立方米。灭格滩根郭勒地处高寒山区，交通闭塞，无人定居。2020年曲麻莱县人民政府公布的《关于格涌曲、灭格滩根郭勒、洋咯拉折曲等164条河河道管理范围的公告》中记录的灭格滩根郭勒的河流长度为98千米，流域面积2493平方千米。